# اولتیما (مجموعه)
اولتیما (به انگلیسی: Ultima) مجموعه‌ای از بازی‌های ویدئویی در ژانر نقش آفرینی فانتزی جهان باز از اوریجین سیستمز است که توسط ریچارد گاریوت ساخته شده‌است. الکترونیک آرتز از سال ۱۹۹۲ مالک این برند است. این مجموعه تا سال ۱۹۹۷ بیش از ۲ میلیون نسخه فروخته بود.